# Åkersberg
Åkersberg är en bebyggelse strax öster om Enköping i Enköpings kommun. Från 2015 till  2023 avgränsade SCB här en småort som vid avgränsningen 2023 klassades som tätort.